# Teniente Origone
Teniente Origone es una localidad del partido de Villarino, en la provincia de Buenos Aires, Argentina.
Cuenta con una escuela primaria, un jardín de infantes, un club y dos comercios.
Lleva el nombre del teniente Manuel Félix Origone, precursor de la aviación latinoamericana fallecido en un accidente aéreo el 19 de enero de 1913, convirtiéndose en la primera víctima fatal de la aviación argentina (en lo militar).

## Ubicación
Se encuentra sobre la Ruta Nacional 3.

### Distancias
- Mayor Buratovich 24 km
- Pedro Luro 51 km
- Bahía Blanca 70 km
- Carmen de Patagones 205 km

## Población
Cuenta con 145 habitantes (Indec, 2010), lo que representa un descenso del 2% frente a los 148 habitantes (Indec, 2001) del censo anterior.
| Gráfica de evolución demográfica de Teniente Origone entre 1991 y 2010 |
|                                                                        |
| Fuente: Censos nacionales del INDEC                                    |